# Autonomia personal
Autonomia personal implica donar respostes a moltes coses. No solament consisteix en oferir una sèrie de serveix i atencions sinó que es tracta de facilitar suport i noves oportunitats de vida. Segons la Dra. Teresa Martinez, la persona es considera un agent actiu i protagonista del seu propi procés d'atenció. Així doncs es respecta l'autonomia de la persona i es busquen noves oportunitats perquè aquestes tinguin un control sobre la seva vida i entorn.
L'article 2 de la Llei 39/2006, de 14 de desembre, de Promoció de l'Autonomia Personal i Atenció a les persones en situació de dependència, defineix autonomia personal com: "Capacitat de controlar, afrontar i prendre, per pròpia iniciativa, decisions personals sobre com viure d'acord amb les normes i preferències pròpies, així com de desenvolupar les activitats bàsiques de la vida diària".
No obstant l'autonomia no és una capacitat única sinó que depén de la situació i dels suports que la persona tingui. A més a més de com a capacitat per prendre decisions, l'autonomia es concep com un dret. Per tant, davant persones amb afectacions cognitives greus, no es renuncia a treballar des de l'autonomia, de manera que a partir de les bases de l'atenció centrada en la persona, aquesta autonomia s'exerceix des de la representació o exercici indirecte. Així doncs autonomia i ACP són dos conceptes que estan directament relacionats.
Quan parlem d'autonomia, no solament ens referim a les activitats bàsiques sinó totes les activitats que engloben la vida diària. Per això pren rellevància la interacció de l'entorn amb la persona i la seva autonomia, per la qual cosa, cal destacar la importància del professional assistencial, que serà qui proporcionarà els mitjans per mantenir l'autonomia. D'aquesta manera, aconseguim major motivació de la persona per dur a terme activitats de la vida diària per si sola o amb la menys ajuda possible, i no menys important, la motivació del professional per ajudar en aquest empoderament.
Estudis mostren efectes positius per als professionals que s'adhereixen i treballen des d'aquests models enfront dels qui ho fan en models institucionals tradicionals.
Així el que pretenem és l'enfocament global de la persona i canviar la mirada i no centrar-nos en la demència, ja que si sol ens fixem en les carències, no podrem potenciar l'autonomia. Tal com deia Christine Bryden, 2005 p. 127, " Valoreu-nos per allò que encara podem fer i ser i feu perquè preservem la nostra xarxa de relacions".